# Milagro (Argentyna)
Milagro – miasto w Argentynie, w prowincji La Rioja, w departamencie General Ocampo.
Według danych szacunkowych na rok 2010 miejscowość liczyła 3 494 mieszkańców.